# 马克·贝利
马克·戴维·贝利（英語：Mark David Bailey，1970年11月26日—），新西兰前男子板球运动员。他曾代表新西兰国家队参加1998年英联邦运动会板球比赛，获得一枚铜牌。